# Oliver Christensen
Pour les articles homonymes, voir Christensen.
Oliver Christensen, né le 22 mars 1999 à Kerteminde au Danemark, est un footballeur international danois qui évolue au poste de gardien de but à Sturm Graz, en prêt de l'ACF Fiorentina.

## Biographie

### Odense BK
Né à Kerteminde au Danemark, Oliver Christensen commence le football dans le club local du Kerteminde Boldklub à l'âge de six ans. Décrit comme un enfant sage et poli, il évolue depuis très jeune au poste de gardien de but, où il développe très vite un dégoût pour la défaite, qui génère en lui frustration et colère. Cette difficulté à gérer ses émotions poussent ses parents à décider de lui donner un préparateur mental dès l'âge de 15 ans jusqu'à ses 17 ans. Entre-temps il est repéré par l'Odense BK, qu'il rejoint en 2010 et y poursuit sa formation. En 2016 il fait un essai à Manchester United. 
C'est avec l'Odense BK que Oliver Christensen débute en professionnel, lors d'un match de Coupe du Danemark gagné sur le score de quatre buts à zéro face à l'Akademisk Boldklub, le 6 septembre 2018. 
C'est à partir de la saison 2019-2020 qu'il devient titulaire dans le but d'Odense. Le 10 janvier 2019, il prolonge son contrat avec son club formateur jusqu'en 2023.

### Hertha BSC
Le 26 août 2021, Oliver Christensen est recruté par le Hertha Berlin. Il signe un contrat courant jusqu'en juin 2026 avec le club allemand. Son entraîneur, Pál Dárdai, se montre élogieux à son égard, décrivant le jeune gardien comme talentueux, pourtant il ne lui offre pas sa chance. Six mois plus tard, Christensen n'a toujours pas fait ses débuts en équipe première, son concurrent et numéro un au poste de gardien, Alexander Schwolow, semblant indéboulonnable. Malgré l'éviction de Dárdai en novembre 2021 pour de mauvais résultats, le jeune danois ne joue pas davantage sous les ordres de Tayfun Korkut, nommé au poste d'entraîneur. Il joue également de malchance, étant blessé en février 2022, au moment où Schwolow est également forfait.
Lors de l'été 2022, Oliver Christensen est propulsé gardien numéro un du Hertha Berlin, Alexander Schwolow étant prêté au Schalke 04, et le vétéran Rune Jarstein officiant alors comme doublure du portier danois. Christensen commence donc la saison 2022-2023 en tant que titulaire, et malgré quelques erreurs, notamment contre le SC Fribourg le 9 octobre 2022, en championnat (2-2 score final), il s'impose dans les buts du club berlinois où il est notamment apprécié par le directeur sportif du Hertha, Fredi Bobic. Christensen est également le plus jeune gardien de but titulaire lors de cette saison de Bundesliga. Christensen ne peut toutefois empêcher la descente du Hertha Berlin, le club terminant à la 18e et dernière place du championnat lors de cette saison 2022-2023.

### ACF Fiorentina
Le 10 août 2023, Oliver Christensen rejoint l'Italie afin de s'engager en faveur de l'ACF Fiorentina.
Il joue son premier match pour le club le 27 août 2023, lors d'une rencontre de championnat contre l'US Lecce. Il est titularisé et les deux équipes se neutralisent (2-2 score final).

### Prêts
Le 22 janvier 2025, Oliver Christensen rejoint l'US Salernitana sous la forme d'un prêt jusqu'à la fin de la saison.
Le 2 août 2025, Christensen est de nouveau prêté, cette fois-ci au Sturm Graz, le champion d'Autriche. Il s'agit d'un prêt de six mois sans option d'achat. Le portier danois vient notamment renforcer le poste de gardien, avec la blessure de Daniil Khudyakov pour une longue période.

### En sélection
Oliver Christensen honore sa première sélection avec l'équipe nationale du Danemark le 11 novembre 2020, face à la Suède, en match amical. Il est titularisé dans les buts lors de ce match et garde sa cage inviolée. Le Danemark s'impose par deux buts à zéro ce jour-là. Il est le premier joueur de l'Odense BK à garder les buts de la sélection danoise depuis 25 ans, le dernier étant Lars Høgh en janvier 1995.
Le 7 novembre 2022, il est sélectionné par Kasper Hjulmand pour participer à la Coupe du monde 2022.

## Statistiques

### En club
| Saison                | Club                       | Championnat           | Championnat | Championnat | Coupe(s) nationale(s) | Coupe(s) nationale(s) | Compétition(s) continentale(s) | Compétition(s) continentale(s) | Compétition(s) continentale(s) | Autres compétitions | Autres compétitions | Autres compétitions | Total | Total |
| Saison                | Club                       | Division              | M.          | B.          | M.                    | B.                    | Comp.                          | M.                             | B.                             | Comp.               | M.                  | B.                  | M.    | B.    |
| 2018-2019             | Odense BK                  | Superligaen           | 1           | 0           | 2                     | 0                     | -                              | -                              | -                              | -                   | -                   | -                   | 3     | 0     |
| 2019-2020             | Odense BK                  | Superligaen           | 34          | 0           | -                     | -                     | -                              | -                              | -                              | -                   | -                   | -                   | 34    | 0     |
| 2020-2021             | Odense BK                  | Superligaen           | 25          | 0           | 3                     | 0                     | -                              | -                              | -                              | -                   | -                   | -                   | 28    | 0     |
| 2021-2022             | Odense BK                  | Superligaen           | 6           | 0           | -                     | -                     | -                              | -                              | -                              | -                   | -                   | -                   | 6     | 0     |
| Sous-total            | Sous-total                 | Sous-total            | 66          | 0           | 5                     | 0                     | -                              | -                              | -                              | -                   | -                   | -                   | 71    | 0     |
| 2021-2022             | Hertha BSC                 | Bundesliga            | -           | -           | -                     | -                     | -                              | -                              | -                              | Barrages            | 2                   | 0                   | 2     | 0     |
| 2022-2023             | Hertha BSC                 | Bundesliga            | 33          | 0           | 1                     | 0                     | -                              | -                              | -                              | -                   | -                   | -                   | 34    | 0     |
| 2023-2024             | Hertha BSC                 | 2.Bundesliga          | 2           | 0           | -                     | -                     | -                              | -                              | -                              | -                   | -                   | -                   | 2     | 0     |
| Sous-total            | Sous-total                 | Sous-total            | 35          | 0           | 1                     | 0                     | -                              | -                              | -                              | -                   | 2                   | 0                   | 38    | 0     |
| 2023-2024             | ACF Fiorentina             | Serie A               | 4           | 0           | 2                     | 0                     | C4                             | 4                              | 0                              | -                   | -                   | -                   | 10    | 0     |
| 2024-2025             | US Salernitana 1919 (prêt) | Serie B               | 1           | 0           | -                     | -                     | -                              | -                              | -                              | -                   | -                   | -                   | 1     | 0     |
| Total sur la carrière | Total sur la carrière      | Total sur la carrière | 105         | 0           | 8                     | 0                     | -                              | 4                              | 0                              | -                   | -                   | -                   | 117   | 0     |